# Prospero Santacroce
Prospero Pubblicola Santacroce (24. rujna 1514. – 2. listopada 1589.) bio je talijanski biskup i kardinal.
Dodijeljen mu je 8. veljače 1566. kardinalski naslov hrvatske crkve svetog Jeronima u Rimu. Naslov je držao do 12. lipnja 1569. godine, kada je optirao za naslov crkve Santa Maria degli Angeli.

### Članci
- Bogdan, Jure. 2005. Hrvatska crkva svetog Jeronima u Rimu i njezini kardinali naslovnici. Crkva u svijetu. Sveučilište u Splitu - Katolički bogoslovni fakultet. Split. 40 (2): 187–205